# Kaffebar- og cafékæder
Liste over kaffebar- og cafékæder. Kæder af især kaffebarer, men også caféer (forskellen på en kaffebar og en café kan være et lidt svært definitionsspørgsmål), har bredt sig i 1990'erne og 2000'erne. De største kæder er blevet internationale.

## Kæder i Danmark
- Baresso / Espresso House (international)
- Wayne's Coffee (svensk)
- Caffè Ritazza (international)
- Starbucks (international, oprindeligt fra USA)
- Joe & The Juice (dansk)
- Dunkin' Donuts (USA)

## Større kæder der ikke findes i Danmark
- Costa Coffee (Er ikke i Danmark, men deres maskiner er på Shell tankstationerne)
- Balzac Coffee (Tyskland)
- Coffee Heaven (I mange østeuropæiske lande, især mange i Polen og Tjekkiet m.fl.)
- Caffè Nero
- Dutch Bros.